# Caçada selvagem

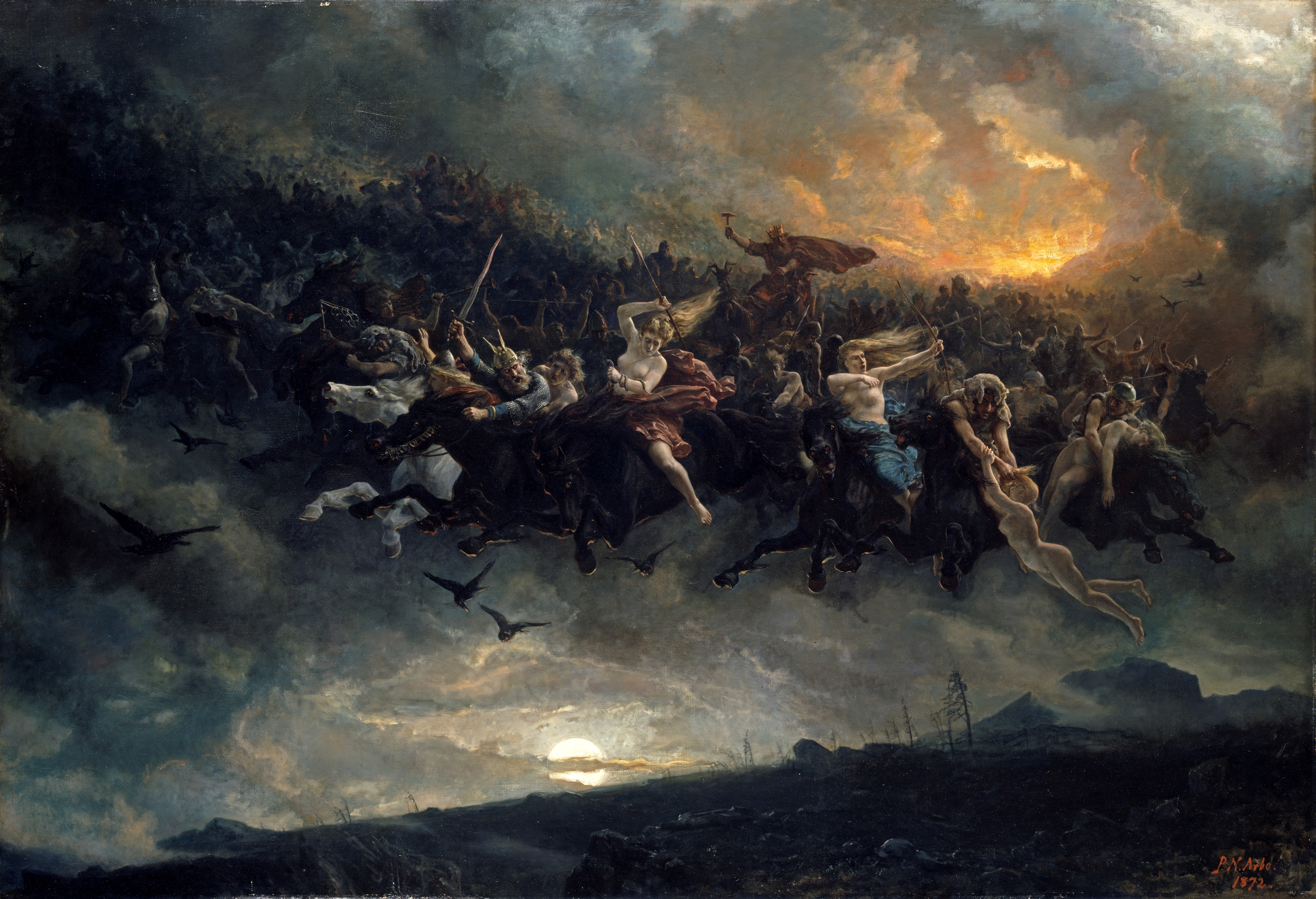
A caçada selvagem: Asgårdsreien (1872) por Peter Nicolai Arbo

A caçada selvagem é um tema que historicamente ocorre no folclore europeu (ATU E501). Normalmente envolve um grupo fantasmagórico ou sobrenatural de caçadores, vestidos com roupas de caça e acompanhados por cavalos, cães farejadores, etc., em uma perseguição desenfreada pelos céus, através da terra ou acima dela. 
Os caçadores podem ser seres fantásticos: elfos, fadas ou espíritos de mortos, e o líder da caçada é muitas vezes uma figura nomeada associada ao deus Woden (ou outras representações do mesmo deus, como o Wuotan alemânico no Wuotis Heer ("Exército de Wuodan") da Suíça Central, Suábia, etc.), mas podem diferentemente ser uma figura histórica ou lendária como Teodorico, o Grande, o rei dinamarquês Valdemar Atterdag, o psicopompo galês Gwyn ap Nudd, figuras bíblicas como Herodes, Caim, Gabriel ou o Diabo, ou uma alma ou espírito perdido não identificado, seja homem ou mulher.
Acreditava-se que ver a caça selvagem fosse presságio de alguma catástrofe como guerra ou peste ou, na melhor das hipóteses, a morte de quem a testemunhou. As pessoas que encontrassem a Caçada também poderiam ser sequestradas para o submundo ou para o reino das fadas. Em alguns casos também se acreditava que os espíritos das pessoas eram puxados durante o sono para se juntar à cavalgada.
O conceito foi desenvolvido baseado na mitologia comparada por Jacob Grimm no livro Deutsche Mythologie (1835) como um resquício da tradição germânica pagã, mas mitos populares comparáveis são encontrados em toda a Europa ocidental, setentrional e central. Foi Grimm quem popularizou o termo Wilde Jagd ("caçada selvagem") para o fenômeno.

## Dados comparativos e terminologia
Com base na abordagem comparativa, no folclore alemão, o fenômeno é muitas vezes referido como Wilde Jagd (alemão: "caçada/perseguição selvagem") ou Wildes Heer (alemão: "hostes selvagens"). Na Alemanha, onde ele também era conhecido como "Exército Selvagem ", ou "Exército Furioso ", seu líder era identificado com várias entidades, incluindo Wodan (ou "Woden"), Knecht Ruprecht (cf. Krampus), Berchtold (ou Berchta), e Holda (ou "Holle"). A Caçada Selvagem também era conhecida do folclore pós-medieval.
Na Inglaterra, ela era conhecida como Herlaþing (inglês Antigo: "Assembleia de Herla"), Woden Hunt (Caçada de Woden), Herod's Hunt (Caçada de Herodes), Cain's Hunt (Caçada de Caim), Devil's Dandy Dogs (na Cornualha), Gabriel's Hounds (Cães de Gabriel- no norte da Inglaterra), e Ghost Riders (Cavaleiros Fantasmas- América do Norte). No País de Gales, um mito popular semelhante é conhecido como Cŵn Annwn (Galês: "cães de Annwn").
Na Escandinávia, a Caçada Selvagem é conhecida como Oskoreia ou Asgårdsreia (originalmente oskurreia) (norueguês: "cavaleiros ruidosos", "O Passeio de Asgard"), e Odens jakt ou Vilda jakten (sueco: "a caçada de Odin" ou "caçada selvagem").
Na França, era conhecida como Mesnée d'Hellequin (francês antigo: "família de Hellequin"); no Canadá torna-se Chasse-galerie. Na Europa Central eslava ocidental é conhecida como divoký hon ou štvaní (checo: "caça selvagem", "isca"), Dziki Gon ou Dziki Łów (polonês), e Divja jaga (esloveno: "grupo de caça selvagem" ou "caça selvagem"). Outras variações do mesmo mito popular são Caccia Morta ou Caccia selvaggia na Itália; Estantiga (de Hoste Antiga, em galego), e também Hostia, Compaña e Santa Compaña, na Galiza; Santa Companha, Procissão das Almas ou Acompanhamento em Portugal, Güestia em Astúrias; Hueste de Animas ("hoste de almas") em León; Hueste de Guerra (hoste de guerra) ou Cortejo de Gente de Muerte na Extremadura e Conde Arnau, na Catalunha.

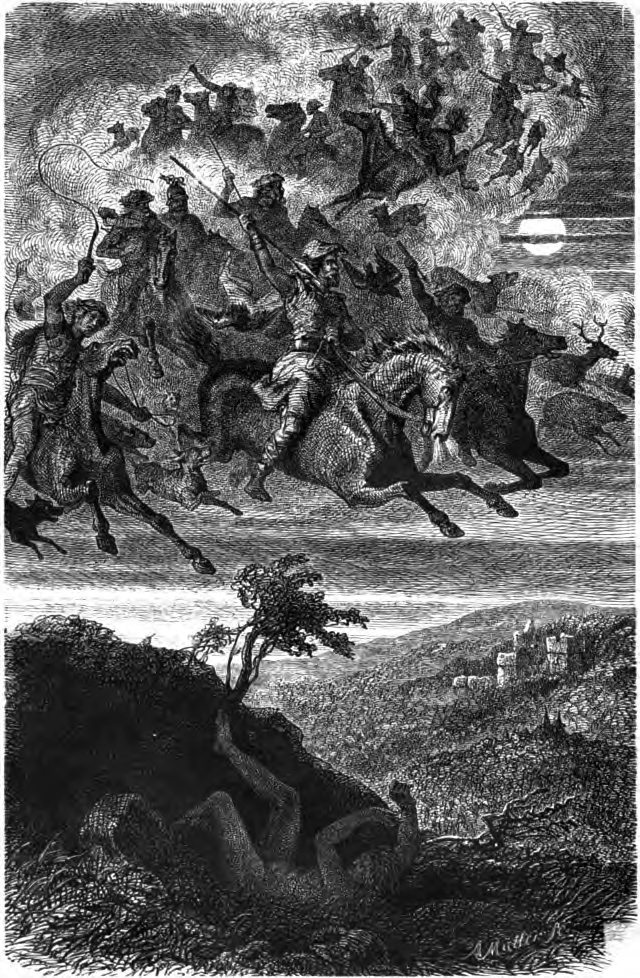
"A Caçada Selvagem de Wodan" (1882) por Friedrich Wilhelm Heine